# Fritz Pfleumer
Fritz Pfleumer (* 20. März 1881 in Salzburg; † 29. August 1945 in Radebeul) war ein deutsch-österreichischer Ingenieur. Er war der Erfinder des Tonbands.

## Leben und Wirken
Fritz Pfleumer war der Sohn des aus Greiz stammenden österreichischen Druckereibesitzers Robert Pfleumer. Ab 1897 absolvierte er ein Ingenieurstudium in Dresden.
Im Frühjahr 1915 entdeckten bei der Entwicklung von Kunstgummi die Ingenieure Fritz und sein Bruder Hermann Pfleumer in ihrem Dresdner Labor einen neuen Werkstoff, das Lignostone. Im Juni 1915 wurde das „Verfahren zum Verdichten von Holz“ zum Patent angemeldet, welches am 17. Mai 1916 ausgereicht wurde. Noch während des Ersten Weltkriegs gründeten sie mit Partnern die Holz-Veredlung GmbH in Berlin, die jedoch nie die Produktion aufnahm. Da gemäß Versailler Friedensvertrag deutsche Patentrechte auf Verlangen an die Alliierten ausgeliefert werden mussten, sollten die Rechte vorübergehend in das Ausland ausgelagert werden. Während die Brüder Pfleumer sich aus der Firma zurückzogen, wurde hierzu Ludwig Roselius (HAG) gewonnen, der durch die Zwangswirtschaft bei Kaffee teilweise brachliegende Betriebsanlagen hatte. Er finanzierte 1919 den Bau einer Lignostone-Fabrik in Holland auf Lizenzbasis. Wenige Jahre später übernahm Hermann Röchling alle Aktivitäten zu Lignostone.
Im Jahr 1927 begann Fritz Pfleumer, für die Dresdner Zigarettenmaschinenfabrik „Universelle“ einen haltbaren Überzug aus Bronzelack für Zigarettenmundstücke zu entwickeln. Aus den Erfahrungen mit dem Bronzelack entwickelte er 1927 einen Papierstreifen, auf dem gehärteter Stahlstaub mit Lack fixiert wurde und damit einen magnetisierbaren Tonträger – das Tonband. Dieses Magnetband war den bisher verwendeten Stahldrähten und -bändern weit überlegen und markierte einen Paradigmenwechsel in der Aufnahme und Wiedergabe von Audioaufnahmen. Am 31. Januar 1928 ließ er das Verfahren zur Herstellung von „Lautschriftträgern“ unter der Nummer DRP 544302 mit der Bezeichnung Verfahren zur Herstellung von Stahlpulver patentieren. Ebenfalls 1928 stellte er einen Prototyp eines Magnetbandgeräts her, mit dem er in der Lage war, die Bänder anzuspielen. Die Bänder waren 16 mm breit und zweispurig, die Bandgeschwindigkeit war 25 cm/s, so dass rund 900 m Magnetband in einer Stunde abliefen.
Am 1. Dezember 1932 überließ Pfleumer der AEG die Nutzungsrechte an seinem Magnetband. Dort entwickelte Eduard Schüller (1904–1976) ein erstes fertigungsreifes Magnetbandgerät. Das Gerät wurde im August 1935 unter dem Namen Magnetophon K 1 zusammen mit dem Magnetband Typ C bei der I.G. Farben auf der Funkausstellung in Berlin vorgestellt.
Fritz Pfleumer wohnte ab 1923 in Dresden-Gruna, bis er 1945 in Radebeul bei einem Lastwagenunfall zu Tode kam.

## Erfinderfamilie Pfleumer
Fritz Pfleumer war der Sohn des in Greiz geborenen Robert Pfleumer (1848–1934) und der in Freiberg geborenen Minna Pfleumer geb. Hünich (1846–1932). Neben Fritz (* 1881) gab es die alle ebenfalls in Salzburg geborenen Geschwister Mimi (* 1877), Hans (* 1880), Hermann (* 1882), Otto (1884–1887) und Mizi (* 1889). Hans, auch gelernter Buchdrucker wie sein Vater, ging später in die USA, wurde dort naturalisiert und betätigte sich wie seine zwei überlebenden Brüder als Erfinder. Hermann machte eine Technikerausbildung und ging spätestens 1915 wie Fritz nach Dresden. Bereits 1906/1907 meldete die Familie in mehreren europäischen Ländern Patente auf eine „Kraftfahrzeugreifen-Füllung und Schaumstoff-Herstellung“ an, die als Erfinder und Anmelder „Pfleumer, Fritz, Hans, Hermann, Mimi, Mizi, Robert“ ausweist, also den Vater mit allen Kindern. Weitere Patente zu diesem Umfeld von Fritz folgten in weiteren Ländern in den folgenden Jahren.